# Риффель, Эдуард Карлович
Эдуард Карлович Риффель (24 февраля 1928, Блюменфельд, Палласовский кантон, АССР Немцев Поволжья — 29 декабря 1990) — бригадир тракторно-полеводческой бригады совхоза имени газеты «Правда» Джамбейтинского района Уральской области, Казахская ССР. Герой Социалистического Труда (1971).

## Биография
Родился в 1928 году в крестьянской семье в селе Блюменфельд (сегодня — село Цветочное). Получил начальное образование. В августе 1941 года во время депортации немцев вместе с родителями отправлен на спецпоселение в Казахстан. С 1948 года — рабочий конезавода № 117 в Джамбейтинском районе. После окончания курсов механизации с 1951 года трудился трактористом в конезаводе. С 1955 года возглавлял тракторно-полеводческую бригаду в колхозе имени газеты «Правда». В 1958 году вступил в КПСС.
С 1955 года бригада Эдуарда Риффеля ежегодно перевыполняла план. За годы Восьмой пятилетки (1966—1970) бригада собирала в среднем по 10 — 16 центнеров кормовых трав. Указом Президиума Верховного Совета СССР «О присвоении звания Героя социалистического Труда передовикам сельского хозяйства Казахской ССР» от 8 апреля 1971 года за выдающиеся успехи, достигнутые в развитии сельскохозяйственного производства и выполнении пятилетнего плана продажи государству продуктов земледелия и животноводства удостоен звания Героя Социалистического Труда с вручением ордена Ленина и золотой медали «Серп и Молот».
Скончался в 1991 году.

## Награды
- Орден Ленина
- Орден Трудового Красного Знамени (03.03.1980)
- Орден «Знак Почёта» (11.01.1957)
- Медаль «За освоение целинных земель»